# Kalb Lauza
Kalb Lauza (arab. ‏قلب لوزة‎) – miejscowość w Syrii, w muhafazie Idlib. W spisie 2004 roku liczyła 1290 mieszkańców.

## Historia
W miejscowości zachowały się ruiny kościoła z V wieku.
W czasie syryjskiej wojny domowej miejscowość została zajęta przez Dżabhat an-Nusra. 11 czerwca 2015 terroryści zabili około 20 mieszkańców wsi.